# Donald C. Winter

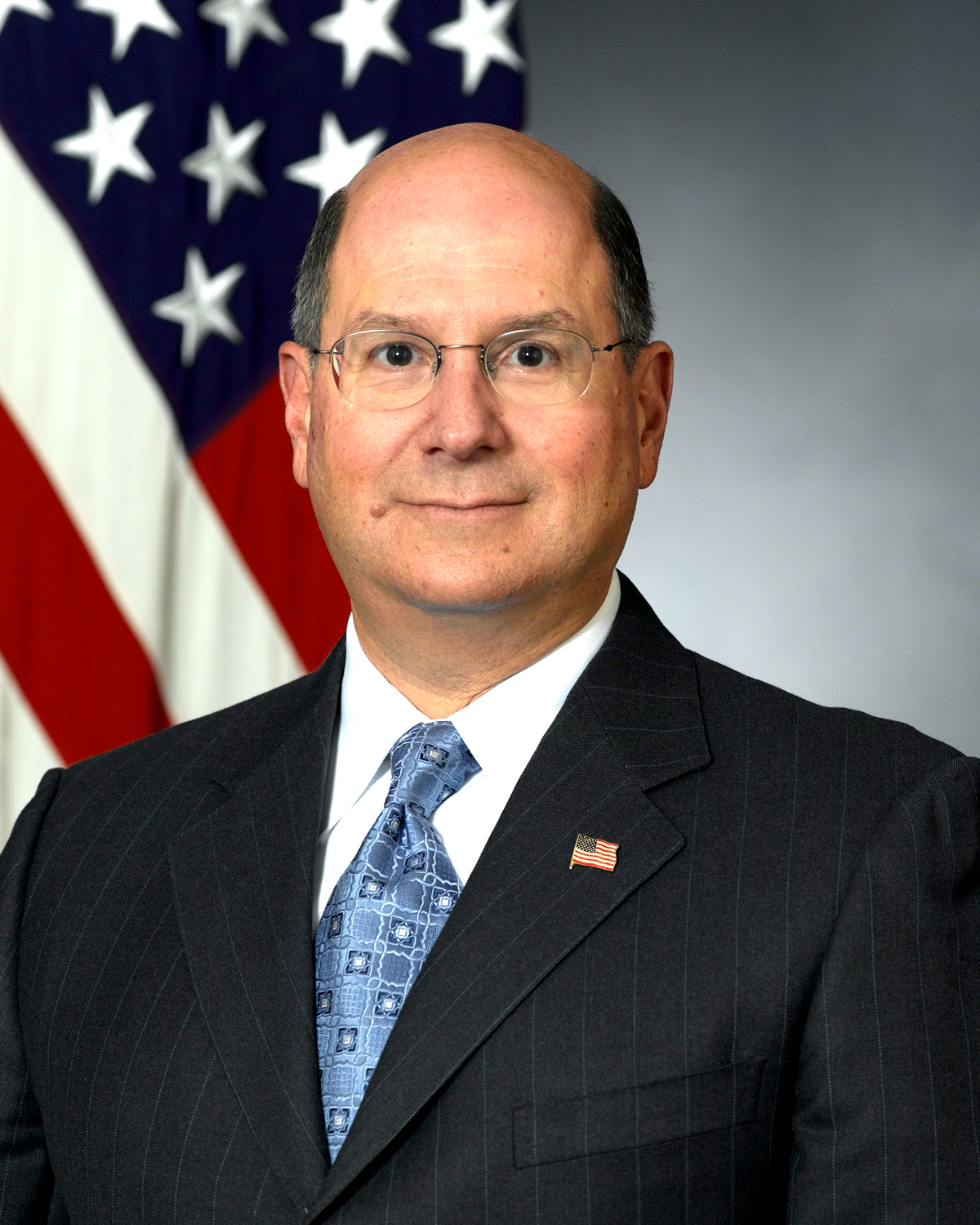
Donald C. Winter

Donald C. Winter (* 15. Juni 1948 in Brooklyn, New York) ist ein US-amerikanischer Staatsbediensteter. Er übte vom 31. Januar 2006 bis zu seinem Rücktritt am 13. März 2009 das Amt des Marinestaatssekretärs der Vereinigten Staaten (United States Secretary of the Navy) aus.

## Karriere
Im Jahr 1969 beendete Winter sein Studium als Diplom-Physiker an der University of Rochester. 1972 schrieb er seine Doktorarbeit, ebenfalls über Physik. Daraufhin stellte ihn TRW ein, wo er mit Lasern arbeitete. 1980 erhielt Winter einen Dreijahresvertrag bei der DARPA. Dort war er mit der Strategic Defense Initiative beschäftigt. Bereits 1982 kehrte Winter zu TRW zurück.
Hier wurde Winter Chief Executive Officer der Systems-Sparte, nach der Übernahme durch Northrop Grumman wechselte er in den Vorstand von Northrop Grumman Mission Systems. Im Mai 2005 ernannte ihn US-Präsident George W. Bush dann zum Leiter des Marineamtes; die offizielle Amtsübernahme erfolgte im Januar des folgenden Jahres.

## Privates
Er ist mit Linda Jo Engel seit 15. Juni 1969 verheiratet und hat zwei Söhne.